# Раєцький Савелій Семенович
Саве́лій Семе́нович Рає́цький (при народженні — Садук Шимонович Раєцький) (1883, Одеса, Херсонська губернія, Російська імперія — 1925, СРСР) — російський журналіст і юрист, есер.

## Життєпис
Народився в караїмській родині. Один рік провчився в Олександрівському караїмською духовному училищі в Євпаторії. Потім отримав юридичну освіту в Московському університеті. Член ЦК ПСР. Перебував в організації соціалістів-революціонерів міста Миколаєва і був одним з лідерів Бакинської організації партії есерів. У 1904 році затриманий в Миколаєві за поширення прокламацій, але в грудні того ж року відпущений. Помітивши за собою стеження, поїхав до Санкт-Петербурга, де став співробітником однієї з революційних газет. Назад до Миколаєва повернувся в грудні 1906 року і знову розгорнув діяльність з організації місцевих есерів. Після чергового затримання висланий під нагляд поліції в Вологодську губернію. Під впливом Раєцького в Баку утворилася азербайджанська есерівська група «Еш-шемс» («Сонце») і залучена на сторону есерів група «Іттіфаг», яка оголосила себе «мусульманської організацією соціалістів-революціонерів». На сторінках органу бакинських есерів «Кавказьке слово» виступав за автономний статус Кавказу «щодо метрополії на федеративних засадах».
У 1911 році в Москва разом зі своїм племінником В. І. Сінані організував випуск першого караїмського російськомовного друкованого періодичного видання — журналу «Караїмська життя». Головним завданням «Караїмської життя» його видавці називали збирання «всього того, що існує в друкованому та рукописному вигляді» з історії караїмів, щоб «скласти таким чином з „Караїмського життя“ подобу караїмської національної енциклопедії». У журналі Раєцький помістив низку власних робіт: статтей, передовиць, нарисів, кореспонденцій та заміток. Всього вийшло 12 номерів журналу в восьми випусках. Припинення видання «Караїмського життя» в 1912 році пов'язане, на думку Б. С. Єльяшевича, з публікацією Раєцьким різких критичних статей на адресу чільних представників караїмського народу — С. М. Шапшала й І. Д. Пігіта, через що журнал почав втрачати своїх передплатників. Супутньою причиною закриття журналу було переслідування С. С. Раєцького владою за революційно-демократичні переконання. Конфлікт з С. М. Шапшалом, на той час претендента на посаду Таврійського й Одеського гахама, вилився в позов до В. І. Сінані та С. С. Раєцький щодо «надрукування і передруку помилкових або вигаданих відомостей, що ганьблять добре ім'я Шапшала» відповідно до частини 2 ст. 1535 «Про наклепи й розповсюдженні образливих для честі творів, зображень або чуток» «Положення про покарання карних і виправних» 1885 року. У підсумку відповідачі визнані невинуватими.
Вів листування з В. Е. Мейєрхольдом, Л. М. Андреєвим. Тривалий період часу був співробітником великих періодичних видань Москви і Санкт-Петербурга (Петрограда): газет «Ранок Росії», «Біржові відомості» та інших. У 1910 році вів репортаж із залізничної станції Астапово, де знаходився при смерті Л. М. Толстой. У газеті «Ранок Росії» розпочинав репортером, а з 1916 по лютий 1917 року був її редактором. До жовтня 1917 року перебував на посадах директора Петроградського телеграфного агентства і завідувача відділом друку Тимчасового уряду. Також був редактором Відомостей Московського військово-промислового комітету. Останнє місце роботи (на 1925 рік) — секретар Комісії з вивчення історії робітничого й професійного руху в Москві та губернії при Московському губернському раді професійних спілок.
Після Жовтневої революції захворів психічним розладом. Стан С. С. Раєцький погіршилося через трагічну загибель в 1925 році його 16-річного старшого сина Віктора, випадково застреленого товаришем при вправі в стрільбі з гвинтівки. Через якийсь час, після декількох невдалих спроб накласти на себе руки, Савелій Семенович викинувся з вікна 5-го поверху. Помер через чотири дні в Солдатенківській лікарні.

### Сім'я
Дружина — Катерина Абрамівна Раєцька, єврейка. Мали синів Віктора й Бориса.

## Адреса в Москві
- 3-тя Тверська-Ямська вулиця, 50[17].